# 松浦久信 (伊勢国井生城主)
松浦 久信（まつら ひさのぶ）は、安土桃山時代の武将、大名。伊勢井生城主。豊臣秀吉の鉄砲大将。
通称は安兵衛。秀吉の偏諱を受けて秀任（ひでとう）を名乗った。官途は従五位下・伊予守で、松浦伊予守の称でも知られる。

## 略歴
和泉国の人。和泉松浦氏の岸和田城主松浦肥前守（光）の家臣の寺田又右衛門（生家）・安太夫（松浦宗清）兄弟とは、従弟の関係であるという。
寺田兄弟は織田信長に仕えた後に、又右衛門は豊臣秀長に仕え、安太夫（宗清）と安兵衛（秀任）は秀吉に馬廻として仕えた。
文禄元年（1592年）、文禄の役では馬廻詰衆として肥前名護屋城に駐屯した。文禄2年（1593年）閏9月12日、『駒井日記』によれば、1,000石加増された。
文禄3年（1594年）、伏見城普請を分担。『松浦古事記』によれば、同年、大坂城西の丸で能の演目『皇帝』が演じられた際に、悪鬼役を演じた。
慶長3年（1598年）頃、伊勢国井生にて1万石を拝領し、合計1万1千石を知行。伊予守に任じられ従五位下に叙される。同年8月、秀吉が没すると、遺物国宗の刀を受領した。
慶長5年（1600年）の関ヶ原の戦いでは西軍に与し、前哨戦の伏見城の戦い、安濃津城の戦いに参加。伊勢から近江路に向かい、立花宗茂らと大津城の戦いに加わって奮戦したが、9月13日、銃弾を受けて戦死した。戦後、宗茂はその勇気に感心し、秀任の子を召し出して家臣としたという。